# География на Гвинея
Гвинея е държава в Западна Африка, край бреговете на Атлантическия океан. На северозапад Гвинея граничи с Гвинея-Бисау (дължина на границата 386 km), на север – със Сенегал (330 km), на североизток – с Мали (858 km), на изток – с Кот д'Ивоар (610 km), на юг – с Либерия (563 km) и на югозапад – със Сиера Леоне (652 km). Общата дължина на сухоземните граници (в т.ч. речни) е 3399 km. На запад се мие от водите на Атлантическия океан (дължина на бреговата линия – 630 km). Бреговете на Атлантическия океан са силно разчленени, те са от риасов тип и с признаци на неотдавнашно потъване. Край брега и в естуарите има множество по-малки и по-големи ниски острови. От северозапад на югоизток Гвинея се простира на 820 km, а от североизток на югозапад – на 360 km. В тези си граници заема площ от 245 857 km². Населението към 1.1.2020 г. възлиза на 12 771 000 души. Столица е град конакри.
Територията на Гвинея се простира между 7°11′ и 12°40′ с.ш. и между 7°38′ и 15°05′ з.д. Крайните точки на страната са следните:
- крайна северна точка – 12°40′ с.ш., граница със Сенегал, простираща се на 25 km по паралела, от 13°29′ до 13°42′ з.д.
- крайна южна точка – 7°11′ с.ш., граница с Либерия, на левия бряг на река сент Джон, при устието на река Мани.
- крайна западна точка – 15°05′ з.д., на брега на Атлантическия океан, на границата с Гвинея-Бисау.
- крайна източна точка – 7°38′ з.д., на границата с Кот д'Ивоар, на левия бряг на река Багбе.[2]

## Релеф
В релефа на страната преобладават средно и нисковисоките планини и заравнени плата. Низините заемат тясна ивица по Атлантическото крайбрежие. На югозапад близо до крайбрежието достигат югозападните разклонения на платото Фута Джалон, които със стръмни откоси (височина от 300 – 400 до 800 – 1000 m) се издига от океана във вътрешността на страната, заемайки цялата ѝ северозападна част. отделни масиви в северната част на платото се издигат над 1500 m (връх Тамге 1537 m). Югоизточната част на Гвинея е заета от Северогвинейските възвишения със средна надморска височина около 800 m, максимална връх Нимба 1752 m, в близост до границите с Кот д'Ивоар и Либерия, най-високата точка на Гвинея. На североизток е разположена обширна равнина, с надморска височина 300 – 400 m, обхващаща горния басейн на река Нигер (Джолиба).

## Геоложки строеж, полезни изкопаеми
Югоизточната част на Гвинея е изградена от дълбоко метаморфозирани скали от ранния докамбрий (в района на връх Нимба с големи залежи на железни руди) и гранити с раннопротерозойска възраст. Централните и северни части на Гвинея (платото Фута Джалон) представляват плоска и плитка платформена падина, запълнена с морски пясъчници и аргилити с ордовишка, силурска и девонска възраст. Под тази падина на север, в посока към Сенегал, и на юг, от страна на Сиера Леоне потъват нагънати и слабометаморфозирани седиментни слоеве с къснопротерозойска възраст, принадлежащи към Мавритано-Сенегалската нагъната система. Всички тези образувания са гъсто пронизани от дайки и от основна и частично ултраосновна магма, внедрила се вероятно през ранния мезозой в пукнатините със северозападно и североизточно направление. Една от най-големите дайки, съставена от габро и пироксинити изгражда полуостров Калум, на който е разположена столицата Конакри. Остров Лос, срещу Конакри представлява сферична интрузия от нефелинови сиенити. С по-младите жили и дайки изградени от кимбърлити, разпространени на юг от град Канкан, са свързани едни от най-големите в света находища на диаманти. Покрай бреговете на река Нигер и в златоносните кварцови жили в малки количества се среща злато. Световно значение имат още находищата на боксити, привързани към младата кора на изветряне в платото Фута Джалон.

## Климат
Климатът на Гвинея е екваториален, мусонен, горещ, с влажно лято. Средната температура на най-топлия месец (март или април) е от 27 до 30°С по крайбрежието и до 23°С в най-високите райони. Средна температура на най-хладния месец (август) е съответно от 24 до 26°С и до 18°С. Крайбрежието и особено района на град Конакри е най-влажната част на страната, където годишната сума на валежите превишава 4000 mm. В останалите райони годишната сума на валежите е не по-малко от 1200 – 1500 mm. Сезонът на дъждовете в южните части на страната продължава 7 – 10 месеца (от март-април или май до октомври-ноември), а в северните райони – 5 месеца (от юни до октомври).

## Води
Речната мрежа на страната е гъста и многоводна. Поради по-голямата си средна надморска височина спрямо останалите страни в региона от Гвинея водят началото си (от платото Фута Джалонг и Северогвинейските възвишения) едни от най-големите реки в Западна Африка. Почти половина от територията на страната принадлежи към водосборния басейн на река Нигер (Джолиба, 4180 km), която води началото си от западната част на Северогвинейските възвишения и заедно с притоците си Мафу, Ниандан, Мило (320 km), Тинкисо (400 km), Санкарани (400 km) и др. отводнява източните и североизточните части на Гамбия. На север текат горните течения на реките Бафинг (760 km, горното течение на река Сенегал) и Гамбия (1130 km), а на запад и югозапад – Корубал (560 km, Колиба, Томине), Когон, Фатала, Конкуре и др. Оттокът на всичките реки силно се колебае в зависимост от валежите. Повечето от тях са с множество прагове и водопади. Годишните хидроенергийни запаси на гвинейските реки се оценяват на 60 млрд. квт.ч., като 1/10 от това количество се пада на река Конкуре. Плавателни са само много малки участъци от реките, вливащи се в Атлантическия океан и малка част от течението на река Нигер и нейния приток Мило в северната част на страната.

## Почви, растителност
В приморските низини и по наветрените склонове на вътрешните плата, върху червени и червено-жълти фералитни (латеритни) почви в миналото са били развити вечнозелени влажни екваториални гори. Към момента те са почти унищожени и са се съхранили само като отделни „острови“, предимно в Северогвинейските възвишения. По крайбрежието, в ивицата на прилива има участъци от мангрови гори, развити върху засолени илисти почви. В южните и централни райони преобладават силно разредени вторични гори и горска савана, а в северните райони са развити типични вторични горски савани и тревисти савани върху червени фералитни почви.

## Животински свят
Животинският свят на Гвинея е богат и разнообразен, но числеността и видовият състав на големите животни е силно съкратен поради бракониерния лов. Съхранили са се слонове, хипопотами, антилопи, диви прасета, а от хищниците – леопард и гепард. Има много видове маймуни и змии. Сред птиците най-многочислени са дребните видове от семействата на врабците, повечето от тях вредители на посевите и плантациите. Сладководните риби са малко като видове, но крайбрежните води са богати на риба (летяща риба, тон, марлин и др.). Срещат се и крокодили.

## Природни райони
В зависимост от релефа, геоложкия състав, климата и растителността територията на Гвинея се поделя на 4 природни района:
- Приатлантическа низина (Долна Гвинея) – плоска и ниска равнина, набраздена от теченията на множество реки и един от най-влажните райони на континента;
- Северогвинейски възвишения (Горска Гвинея) – обширна платообразна област с еднообразен релеф и саванна растителност. Техните южни по-стръмни склонове са силно разчленени от долините на реките и са покрити гъсти и влажни екваториални гори;
- Платото фута Джалон (Средна Гвинея) – столобразен масив, разчленен от речни долини, покрит със саванна растителност;
- Равнините на Горен Нигер (Горна Гвинея) – плоски равнини, пресечени от долините на големи реки (Нигер, Мало и др.) и покрити с типична саванна растителност.